# حرة الوبرة
حرة الوبرة وتسمى حالياً الحرة الغربية لأنها تقع في الجهة الغربية من المدينة المنورة. وهي أقل وعورة من حرة واقم إلا أنه تكثر بها الهضبات والتلاع والمرتفعات والمنخفضات، ويتخللها مساحات منبسطة صالحة للعمران، وبها قيعان تتجمع فيها مياه الأمطار. تمتد من مسجد القبلتين شمالاً إلى محاذاة مسجد قباء جنوباً، وكانت تشكل حاجزاً طبيعياً يحمي المدينة من جهتها الغربية وجزء من جهتها الجنوبية، وكانت مزارع النخيل الكثيفة تغطي المساحات المنبسطة منها، وليس لها سوى منافذ قليلة أشهرها منفذ ثنية الوداع التي يخرج منها المسافرون إلى مكة، ويقع بطرف الحرة من الجهة الشمالية الشرقية منازل بني سلمة من الخزرج وكان يسكنها اسر من الوبرة من الرحلة من قبائل حرب ومن طرفها الغربي قصر عروة وبئره وبعض قصور العقيق، وقريباً من ( بئر عروة) توجد بركة كبيرة مجصصة قديمة اسمها بركة (وبيك) وهي إحدى برك الحاج الثلاث بالمدينة المنورة.
وفي العصر الحاضر استصلح قسم كبير من أراضي هذه الحرة وزحف العمران إليها.